# 大陸性気候

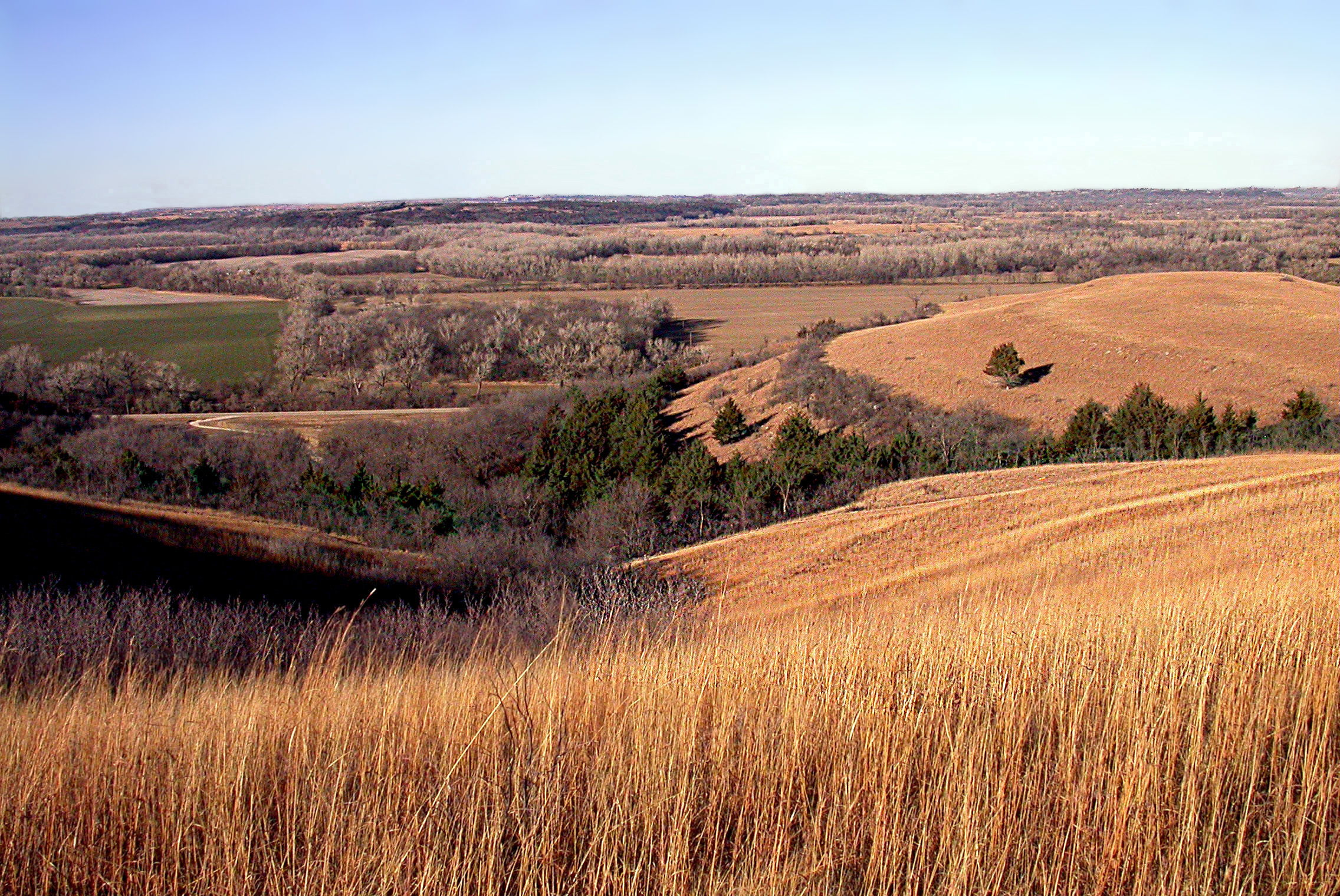
アメリカ・プレーリーの晩秋の景色

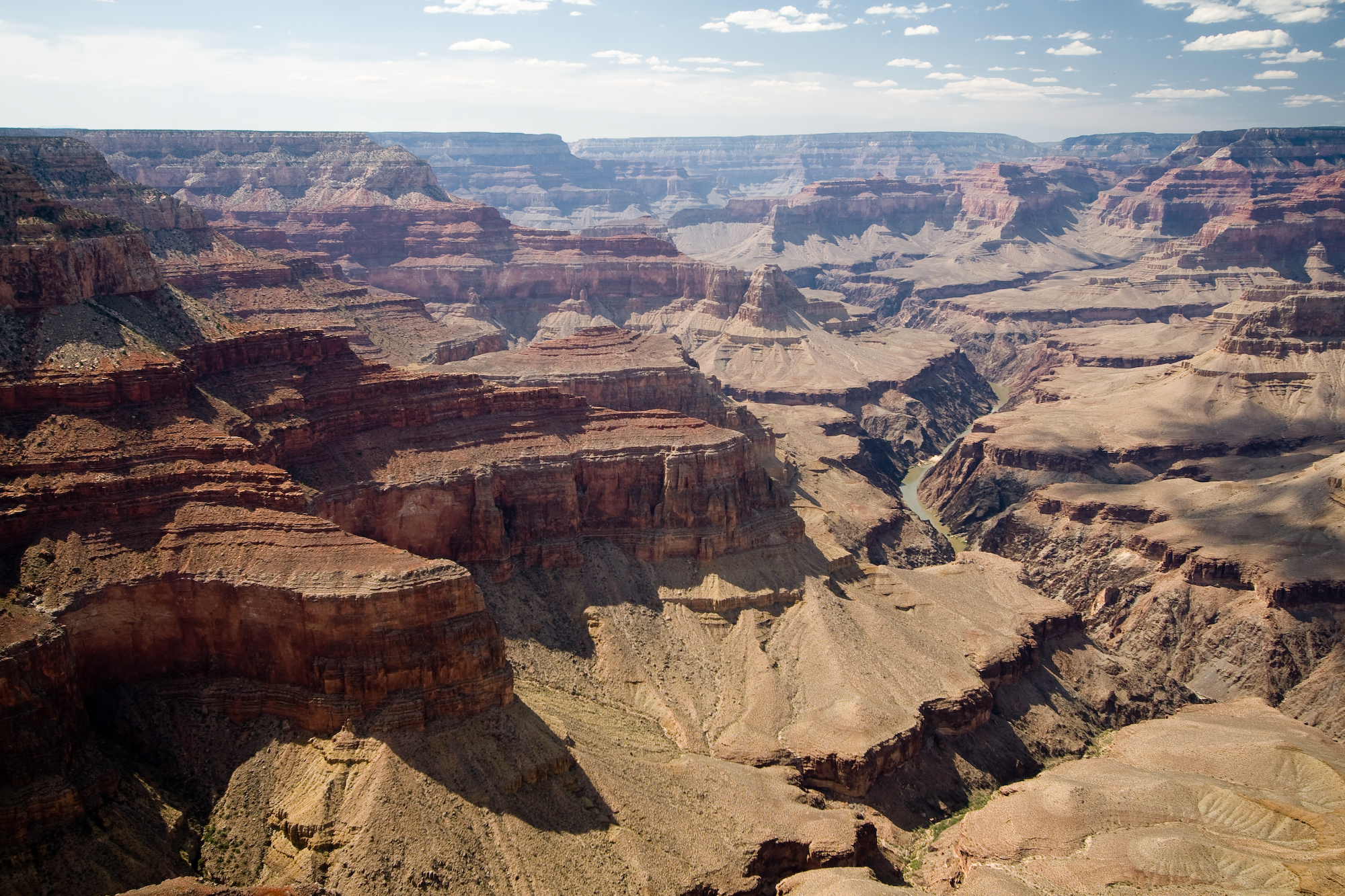
アメリカ・グランドキャニオンの景色

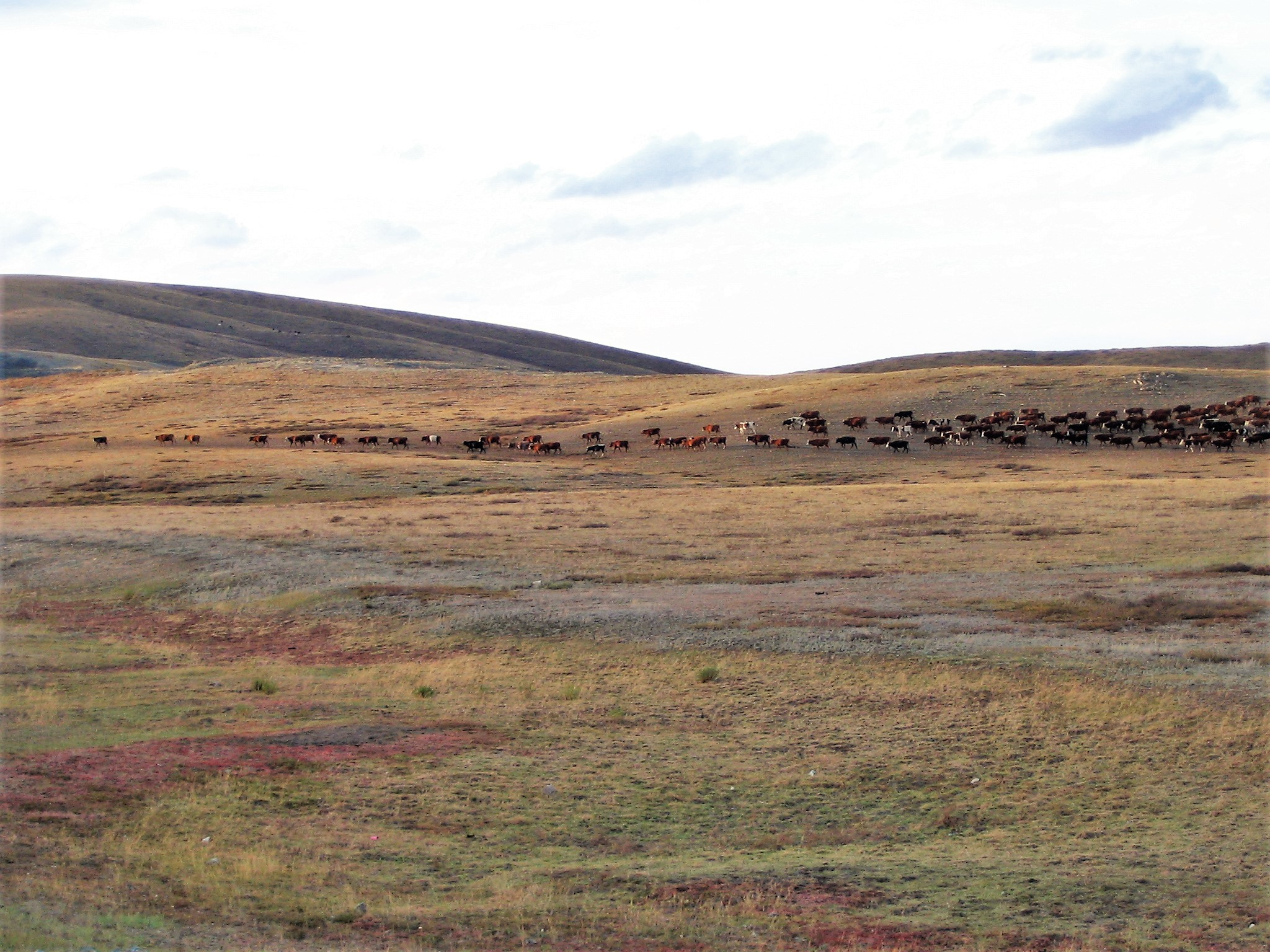
カザフスタン中央部・カラガンダ州のステップ

大陸性気候（たいりくせいきこう、Continental climate）とは大陸や大陸に近い島の内部にみられる気候である。

## 概要
大陸性気候は、一年の大半が大陸性気団（日本付近ではシベリア気団・揚子江気団）の影響を受ける地域に存在する。
大陸性気候の主な特徴として、
- 夏と冬の気温差（年較差）、昼と夜の気温差（日較差）が大きい[1]。
- 最寒月平均気温が氷点下。

などが挙げられる。

## 大陸性気候の地域
アメリカ合衆国中西部・北東部、カナダ南部、ロシアの大部分、中央アジア、モンゴル、中国北部、北朝鮮、韓国の内陸部、北海道、東北地方の内陸部、北関東の高原、長野県や飛騨地方などの中央高地は大陸性気候の典型的な地域である。

## ケッペンの気候区分との比較
ケッペンの気候区分を大陸性気候に当てはめると湿潤大陸性気候（Dfa, Dwa, Dsa, Dfb, Dwb, Dsb）が多くの地域に見られ、また亜寒帯気候（Dfc, Dwc, Dfd, Dwd）でも内陸の地域などが典型的な大陸性気候にあたる。
低緯度では、亜熱帯や降水量の少ないステップ気候に隣接する。ヨーロッパは、西へ進むほど大陸性気候の地域が少なくなる。